# 5909 Nagoya
5909 Nagoya eller 1989 UT är en asteroid i huvudbältet som upptäcktes den 23 oktober 1989 av de båda japanska astronomerna Toshimasa Furuta och Yoshikane Mizuno vid Kani-observatoriet. Den är uppkallad efter den japanska staden Nagoya.